# Lac Léré
Pour les articles homonymes, voir Léré.
Le lac Léré  est un lac d'eau douce situé au Tchad.

## Présentation
De même que les lacs Fianga, Tikem et Tréné, il se trouve le long de la rivière Mayo Kebbi, un affluent de la Bénoué, rivière affluent de la rive gauche du Niger. 
Le lac Léré a donné son nom à un département tchadien : le département du lac Léré.